# Nigel
Nigel ist ein englischer männlicher Vorname und eine andere Form des ebenfalls englischen Namens Neil und eher ehemaligen normannischen Namens Néel, durch eine falsche Latinisierung Nigellus „kleiner Schwarzer“, dessen gemeinsamer Name nigellus „schwarzer Emaille“ das altfranzösische neel „schwarzer Emaille“ ergab. Der Vorname ist besonders in England unter den in den 1960er und 1970er Jahren geborenen Kindern weit verbreitet.

## Namensträger
- Nigel Adkins (* 1965), englischer Fußballspieler und -trainer
- Nigel Barker (1883–1948), australischer Leichtathlet
- Nigel Barley (* 1947), britischer Anthropologe und Autor
- Nigel Benn (* 1964), britischer Boxer
- Nigel Bond (* 1965), britischer Snookerspieler
- Nigel Bruce (1895–1953), britischer Schauspieler
- Nigel Calder (1931–2014), britischer Journalist und Essayist
- Nigel Cleere (* 1955), englischer Ornithologe
- Nigel Coombes (* ≈1950), britischer Jazz- und Improvisationsmusiker
- Nigel Davenport (1928–2013), britischer Schauspieler
- Nigel Doughty (1957–2012), englischer Fußballfunktionär
- Nigel Farage (* 1964), britischer Politiker
- Nigel Gilbert (* 1959), englischer Snookerspieler
- Nigel Godrich (* 1971), englischer Musikproduzent
- Nigel Gresley (1876–1941), britischer Dampflokomotivenkonstrukteur
- Nigel Harman (* 1973), britischer Schauspieler
- Nigel de Jong (* 1984), niederländischer Fußballspieler
- Nigel de Longchamp (frz.: Néel de Longchamp) (* um 1130 – um 1200), anglonormannischer mittellateinischer Dichter und Satiriker
- Nigel Kennedy (* 1956), britischer Violinist
- Nigel Kneale (1922–2006), britischer Schriftsteller und Drehbuchautor
- Nigel Lamb (* 1956), britischer Kunstflugpilot
- Nigel Lawson (1932–2023), britischer Politiker
- Nigel Mansell (* 1953), britischer Rennfahrer
- Nigel Morris (* 1948), britischer Musiker
- Nigel Ng (* 1991), chinesisch-malaysischer Komiker und Webvideoproduzent
- Nigel Patrick (1913–1981), britischer Schauspieler
- Nigel Reo-Coker (* 1984), englischer Fußballspieler
- Nigel Richards (1945–2019), britischer Militär
- Nigel Richards (* 1967), neuseeländisch-malaysischer Scrabblespieler
- Nigel Rogers (1935–2022), englischer Tenor, Dirigent und Musikpädagoge
- Nigel Short (* 1965), englischer Schachgroßmeister
- Nigel Terry (1945–2015), britischer Schauspieler
- Nigel Unwin (* 1942), britischer Neurobiologe
- Nigel Vinson, Baron Vinson (* 1931), britischer Unternehmer, Wirtschaftsmanager und Politiker und Life Peer im House of Lords
- Nigel von Ely (frz.: Néel d'Ély) (um 1100–1169), anglonormannischer Bischof
- Nigel Walker (1917–2014), britischer Kriminologe
- Nigel Williams (* 1948), britischer Schriftsteller
- Nigel Williams-Goss (* 1994), US-amerikanischer Basketballspieler
- Nigel Winterburn (* 1963), englischer Fußballspieler